# Leader Board
Leaderboard — компьютерный симулятор гольфа, разработанный Брюсом Карвером, Роджером Карвером, и опубликованный в 1986 году Access Software.

## Описание
Игра стала первой в серии симуляторов гольфа, выпущенных Access Software. Игра включает 4 поля с 18 лунками. Можно сыграть матч из 4 раундов. Игра поддерживает многопользовательский режим (до 4 игроков, по очереди).
Удерживая кнопку удара, игрок задаёт его силу, повторное нажатие позволяет сделать хук или слайс. Лужайки имеют уклон, который необходимо учитывать при игре.
В игре три уровня сложности: на начальном достаточно ударить мяч с нужной силой правильной клюшкой и в правильном направлении. На среднем уровне сложности повышаются требования к точности, а также необходимо делать хуки и слайсы. На максимальном уровне сложности необходимо учитывать изменения ветра.

## Восприятие
Игра хорошо была принята критиками. Ей был присвоен рейтинг 97% журналом Zzap 64, который также присвоил «Золотую награду». Другие журналы также присвоили игре высокие оценки. Так, журнал Your Sinclair присвоил ей рейтинг 9 из 10, журнал Sinclair User — рейтинг 5 звезд, а журнал Crash — рейтинг 80%.